# Kremlinmuur (Moskou)

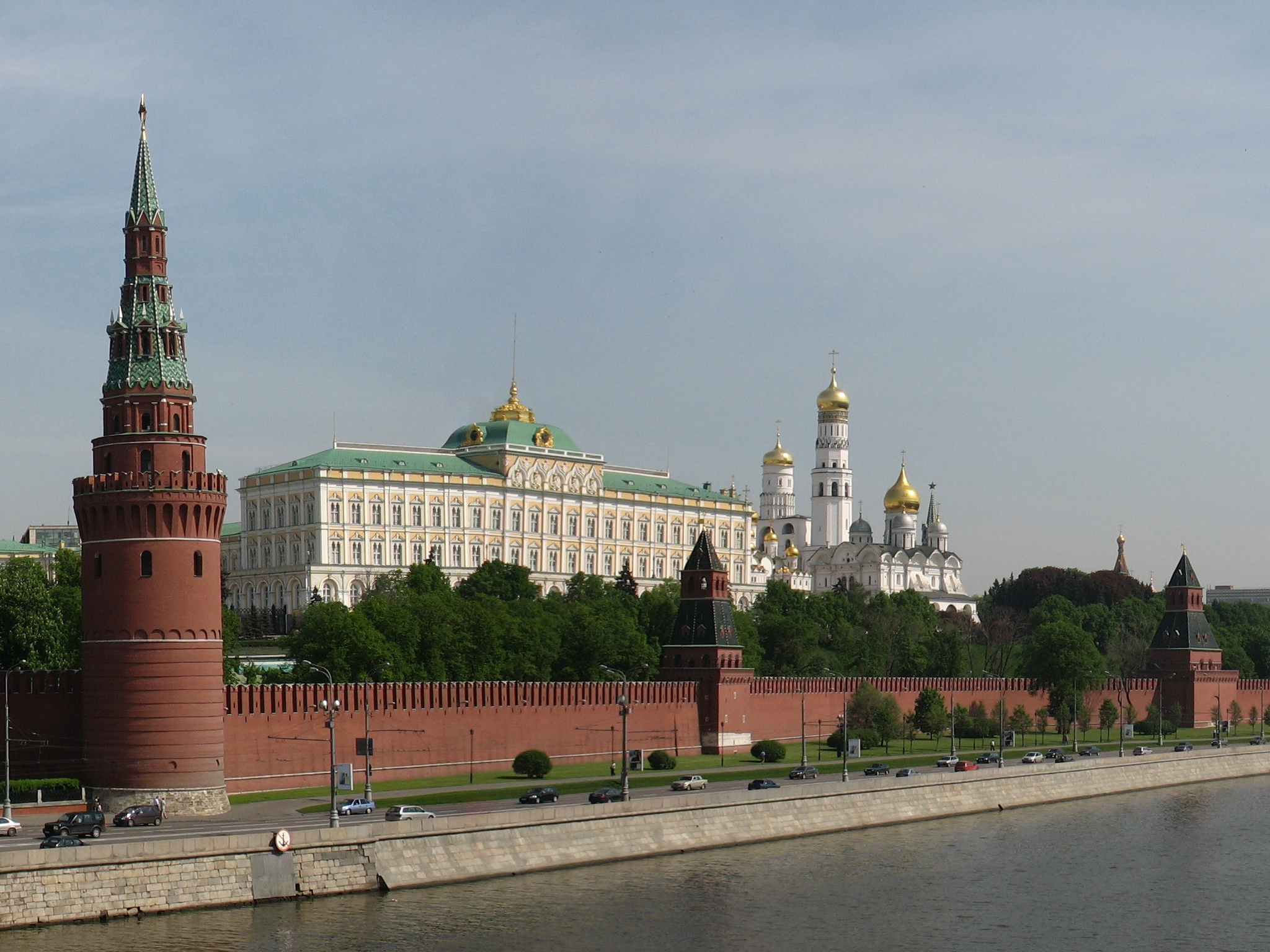
zicht op het Kremlin vanaf de Bolsjoj Kamenny Most

De muur van het Kremlin van Moskou is een verdedigingsmuur die het Kremlin van Moskou omringt, herkenbaar aan haar karakteristieke kantelen en torens. De oorspronkelijke muren bestonden waarschijnlijk uit een eenvoudige houten omheining met wachttorens, gebouwd in 1156. De huidige muren van het Kremlin zijn, zoals veel gebouwen in het Kremlin, ontworpen door Italiaanse architecten.

## Geschiedenis

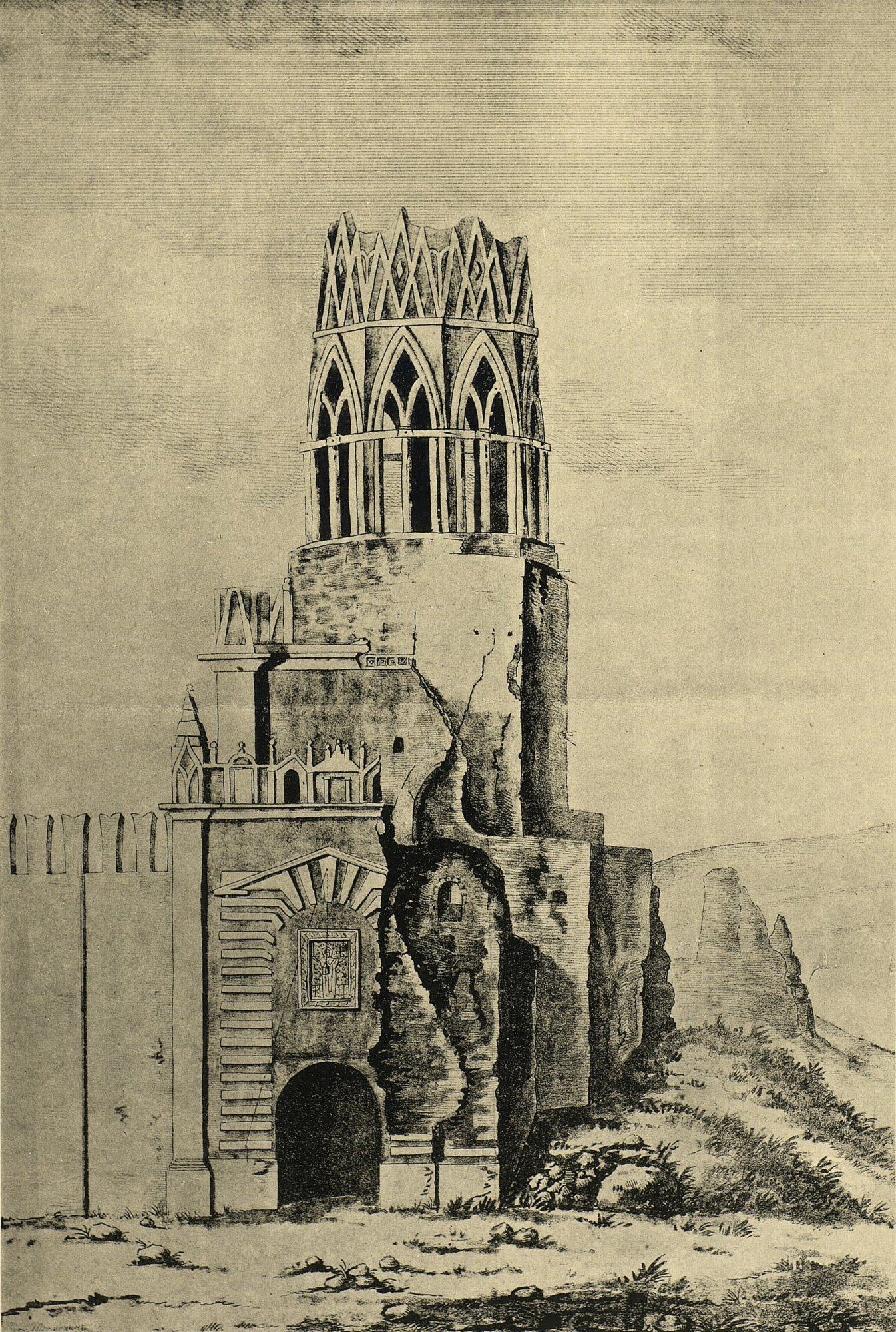
de beschadigde Nikolskaja-toren in 1812, na Napoleon's veldtocht naar Rusland

De muur van het Kremlin gaat terug tot de 12e eeuw, toen Moskou in 1147 werd gesticht. De oorspronkelijke gord werd in 1156 voor het eerst omringd door muren, gebouwd door Joeri Dolgoroeki, vorst van Vladimir-Soezdal. Dit was waarschijnlijk een eenvoudige houten omheining met wachttorens.
Nadat het Kremlin tijdens de Mongoolse invasie van Roes in 1238 werd verwoest, werd het herbouwd door knjaz Ivan Kalita. In 1339-1340 bouwde deze een groter fort op de plaats van de oorspronkelijke gord, versterkt met massieve eiken muren. Men dacht dat dit een ondoordringbare verdediging zou zijn, maar het bleek nutteloos te zijn tegen de invallers die Moskou in 1365 in brand staken.
Niettemin begon de jonge knjaz Dmitri Donskoj in 1367 met de herbouw van het fort. Een winter lang werd vanuit het dorp Moekatsjovo, 30 werst van Moskou, op sleeën kalksteen gebracht, waarna in de lente de bouw van de eerste stenen muren kon beginnen. De muren doorstonden met succes twee belegeringen tijdens de Litouws-Moskouse Oorlog van 1368-1372. Hoewel het in 1382 door de Gouden Horde met succes werd ingenomen, liep het enorme fort geen schade op.
De muren van Dmitri Donskoj hielden meer dan een eeuw stand. Het was tijdens deze periode dat het grootvorstendom Moskou opkwam als de dominante macht in Noordoost-Rusland.
Tegen het einde van de 15e eeuw werd duidelijk dat de oude constructies hun tijd en de visies van tsaar Ivan de Grote allang voorbij waren. Tussen 1485 en 1495 nam een brigade van Italiaanse architecten deel aan de bouw van een nieuwe verdedigingsmuur, waaronder Antonio Frjazin (Antonio Gilardi), Marko Frjazin (Marco Ruffo), Pjotr Frjazin (Pietro Antonio Solari) en Aleksej Frjazin de Oude (Aloisio da Milano). De term Frjazin werd in die tijd gebruikt om te verwijzen naar mensen van Italiaanse afkomst. De nieuwe muren werden opgetrokken bovenop de oudere muren, zodat op sommige plaatsen nog wat witte steen te zien is aan de basis. De dikte en hoogte werden sterk vergroot, waardoor veel houten huizen die het Kremlin omringden moesten worden afgebroken. 
In de daaropvolgende eeuwen breidde Moskou zich snel uit buiten de muren van het Kremlin, en naarmate de grenzen van Rusland steeds veiliger werden, was hun verdedigingstaak zo goed als voorbij. De kanonnen die in de muren waren geïnstalleerd, werden aan het begin van de 17e eeuw verwijderd, evenals de tweede, kleinere muur aan de buitenkant. Tijdens het bewind van tsaar Alexis kregen de torens decoratieve spitsen en werden de muren hersteld. Hun historische kracht werd echter getemperd toen baksteen werd gebruikt in plaats van steen. Opeenvolgende restauraties vonden plaats tijdens het bewind van tsarin Elisabeth en tsaar Alexander I, evenals tijdens de Sovjetperiode en de Russische Federatie, waarbij hun oorspronkelijke karakter en stijl behouden bleven. 

## Specificaties

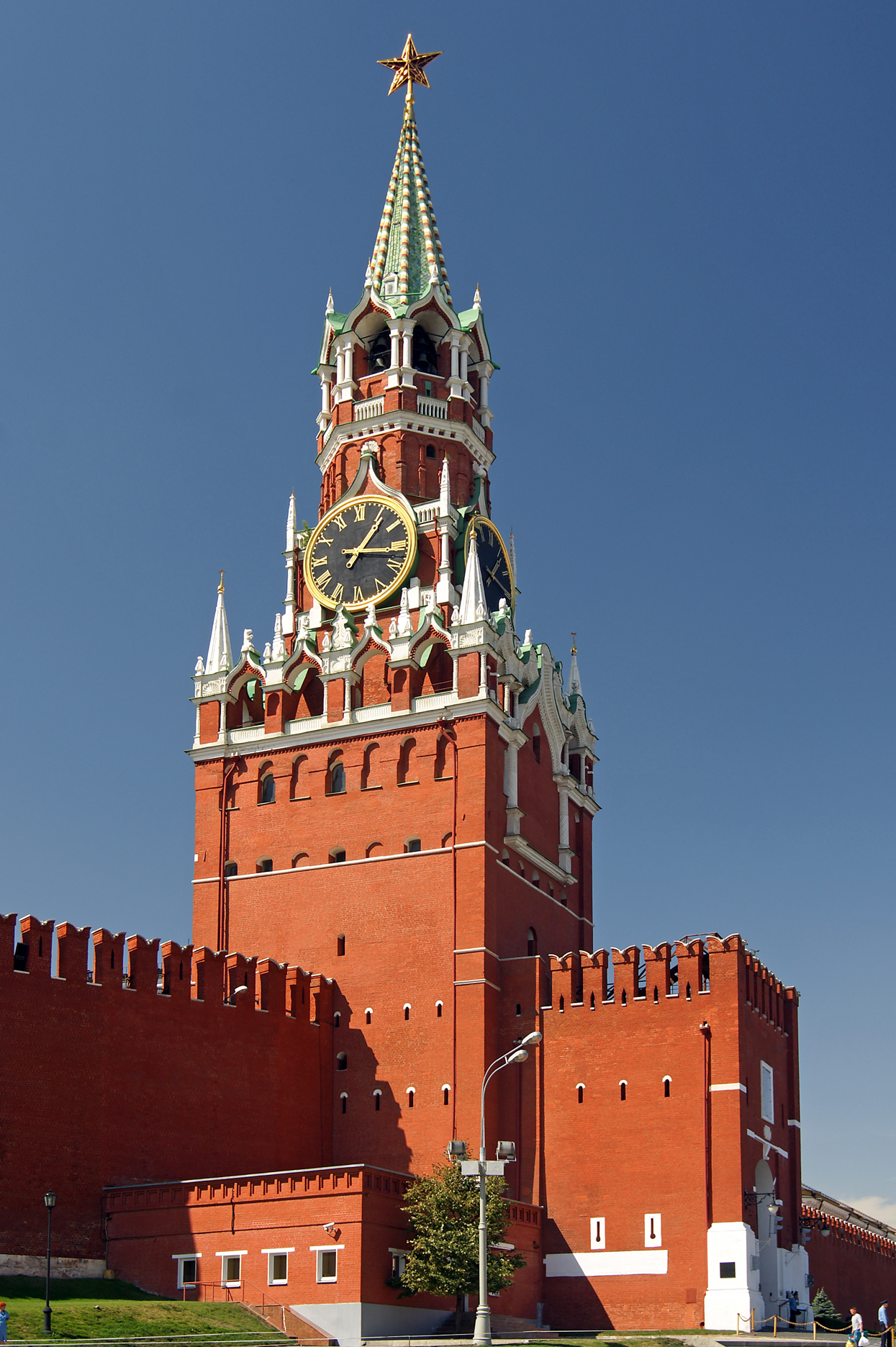
De Spasskaja-toren, met zijn rode ster toegevoegd in 1937

Met een buitenomtrek van 2.235 m vormt het Kremlin ongeveer een driehoek, afwijkend van het geometrische ideaal aan de zuidkant, waar het in plaats van een rechte lijn de contouren volgt van de oorspronkelijke heuvel. Hierdoor is het verticale profiel geenszins uniform en varieert de hoogte op sommige plaatsen van niet meer dan 5 m tot 19 m elders. De dikte van de muren varieert van 3,5 to 6,5 m.
De bovenkant van de muren heeft over de gehele lengte van buitenaf niet zichtbare gevechtsplatformen die ook variëren van 2 tot 4.5 m in breedte. In totaal 1.045 dubbelgehoornde ingekeepte kantelen bekronen de bovenkant van de muren, met een hoogte variërend van 2 to 2.5 m en dikte van 65 to 75 cm.
Een twintigtal torens hebben de tijd overleefd. De oudste, de Tajnitskaja dateert uit 1485, en de nieuwste, de Tsarskaja uit 1680. Drie van de torens, gelegen in de hoeken van het fort, hebben ronde profielen. Slechts zes van de torens zijn vanaf de begane grond te betreden, de rest alleen vanaf de muren. 
Er zijn vier poorttorens, allen bekroond met rode sterren. Dit zijn de Spasskaja, Borovitskaja, Trojtskaja en Nikolskaja-torens.
De hoofdpoort in de Spasskaja-toren is normaal gesproken (met uitzondering van officiële en religieuze ceremonies) gesloten voor het publiek. De poort onder de Nikolskaja-toren wordt meestal slechts voor servicetaken gebruikt. Bezoekers van het Kremlin komen normaal gesproken het pand binnen via de poort onder de Trojtskaja-toren, behalve bezoekers voor het Arsenaal en de Schatkamer, die toegankelijk zijn via de poort van de Borovitskaja-toren. Tot 1930 was het ook mogelijk het Kremlin binnen te gaan via de poort van Tajnitskaja-toren, maar deze werd afgesloten.
Het zuidelijke deel van de muur kijkt uit op de Moskva, en het oostelijke deel kijkt uit op het Rode Plein. Het westelijke deel, dat voorheen uitkeek op de Neglinnaja, maakt nu deel uit van de Alexandertuin. De brug die voorheen de rivier overstak, staat er nog steeds en is uitgevoerd in dezelfde stijl als de muur van het Kremlin.

## Restauratie

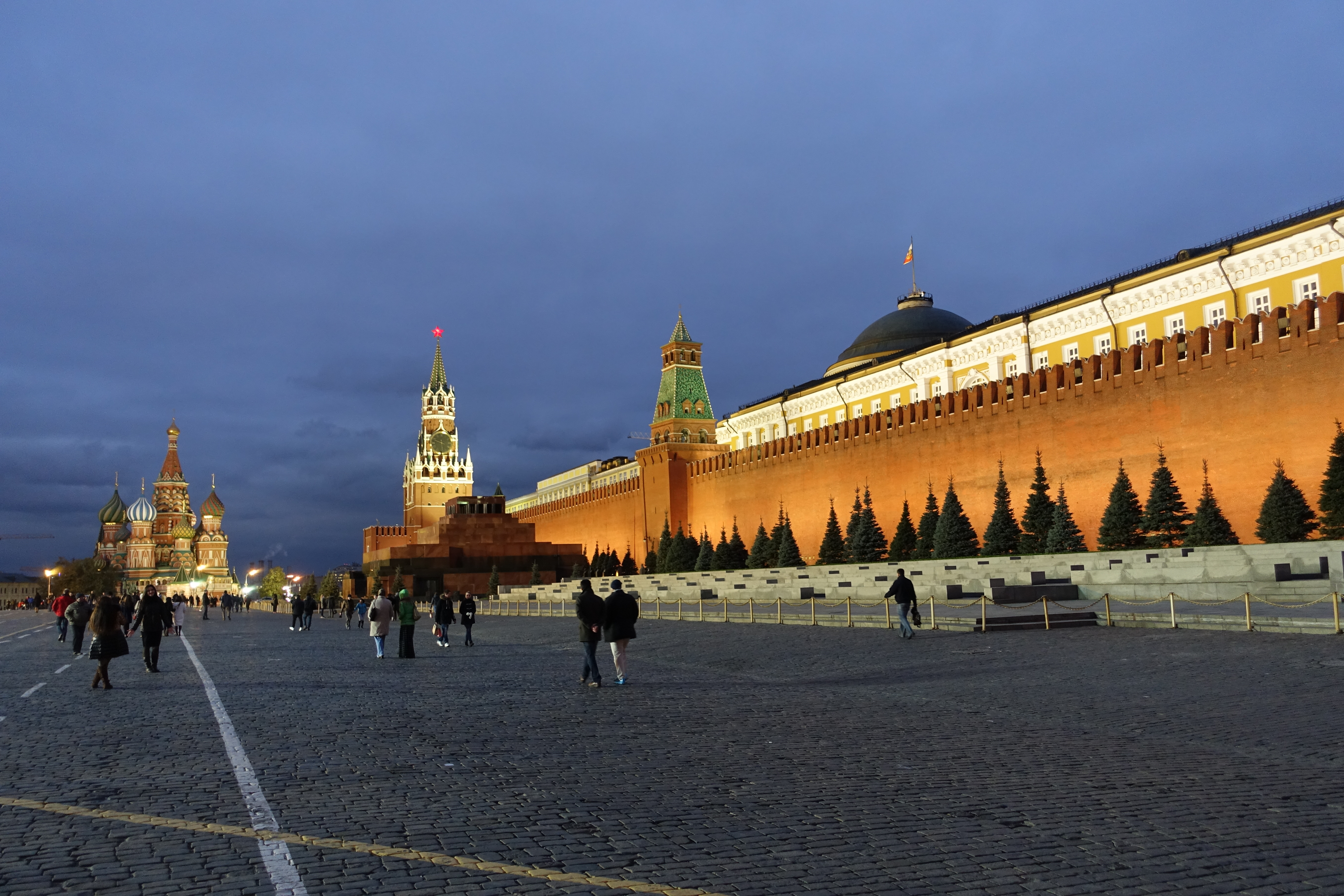
Kremlinmuur vanaf het Rode Plein

Verschillende delen van de muur van het Kremlin in Moskou worden periodiek gerestaureerd en de staat van de kantelen wordt voortdurend gecontroleerd. In 2015 begon de grootste restauratie in de recente geschiedenis. Langs het traject van 500 m werden metselwerk en witte stenen versieringen hersteld. Sommige stenen werden vervangen door nieuwe, gemaakt van dezelfde materialen met gebruikmaking van de oude technologie. Er werden waterdichtingswerken uitgevoerd. Voor het eerst in 150 jaar werd de Trojtskaja-toren gerestaureerd. In 2016 werden restauratiewerkzaamheden uitgevoerd aan een 500 m lang deel van de muur.
Als onderdeel van de restauratie werd de Borovitskaja-toren gerenoveerd en voorbereidingen getroffen om drie unieke reliëfemblemen van witte steen op de buitenste hoeken te behouden. Een van hen is het oudst bekende embleem van de staat Moskou, uit het tijdperk van Ivan III, opgericht tijdens de bouw van de toren in 1490.
De Kremlinmuren werden bestudeerd met niet-destructieve methoden zoals geofysische radars, en door het graven van putten. In de putten werden houten palen gevonden die door de oude bouwers werden gebruikt om de bodem te verdichten. Het was ook in deze periode dat de basis van de muren voor het eerst werd onderzocht. Er werd ontdekt dat de fundering 7-11 meter diep was, en er werden stukken graniet gevonden, vermoedelijk uit Valdaj.

## Necropolis
De Kremlinmuur-necropolis was vanaf 1917 tot het uiteenvallen van de Sovjet-Unie aan het begin van de jaren '90 de nationale begraafplaats van de Sovjet-Unie, en de rustplaats van haar overleden nationale iconen.
- MusicBrainz work: 4d4e48d0-3109-49df-8f9f-b1d973a966b7